# Lawrencetown (Contea di Halifax)
Lawrencetown è una comunità rurale canadese della Contea di Halifax nella Nuova Scozia, sulla strada 207. L'insediamento ebbe inizio alla vigilia della guerra di Padre Le Loutre e della guerra Franco-Indiana. 

## Storia
La guerra di Padre Le Loutre ebbe inizio quando Edward Cornwallis giunse a fondare Halifax con 13 convogli il 21 giugno 1749.  Con la fondazione di Halifax i Mi'kmaq credettero che gli inglesi stessero violando i trattati iniziali (1726), che erano stati stipulati dopo la guerra di Padre Rale. Gli inglesi molto presto iniziarono a stabilire altri insediamenti. Per difendere gli insediamenti protestanti dagli attacchi dei Mi'kmaq, Acadiani e Francesi, furono erette fortificazioni inglesi ad Halifax (1749), Bedford (Fort Sackville, 1749), (1750),  Dartmouth, Lunenburg (1753) e Lawrencetown (1754).
Nel 1754 il governatore della Nuova Scozia Charles Lawrence offrì terre a venti famiglie, al cui insediamento ci si riferiva come Lawrence's Town, che divenne poi Lawrencetown. Gli Acadiani e i residenti nativi resistettero all'occupazione britannica della Nuova Scozia e dell'Acadia, compiendo razzie contro le varie comunità britanniche. Verso fine aprile del 1754, allo scoppio della Guerra franco-indiana, Beausoleil e una grossa formazione di Mi'kmaq e Acadiani lasciarono Chignecto per Lawrencetown.  Essi giunsero a metà maggio e nella notte aprirono il fuoco contro il villaggio. Beausoliel uccise e prese lo scalpo a quattro coloni inglesi e due soldati.
In agosto, poiché i raid continuavano, i residenti e i soldati si ritirarono ad Halifax. Entro il giugno 1757 i coloni dovettero ritirarsi di nuovo completamente da Lawrencetown poiché le scorrerie degli Indiani alla fine impedivano loro di allontanarsi dalle loro case. (Durante la guerra i Mi'kmaq e le milizie acadiane ebbero anche successo nel contenere gli insediamenti inglesi di Dartmouth, Lunenburg come quelli di Forte Edward e Forte Sackville.)

## Geografia
Lawrencetown si trova nella regione di Eastern Shore della Nuova Scozia, 8 km a est dell'ingresso al porto di Halifax.
Il nome della comunità di Lawrencetown fu ufficialmente adottato il 4 ottobre 1921, ma fu modificato in East Lawrencetown il 3 luglio 1952, per poi tornate Lawrencetown il 5 aprile 1961. 